# Henricia lisa
Henricia lisa is een zeester uit de familie Echinasteridae.
De wetenschappelijke naam van de soort werd in 1949 gepubliceerd door Austin Hobart Clark.